# 14 TCN
Năm 14 TCN là một năm trong lịch Julius. 